# Arroio do Tigre
Arroio do Tigre är en kommun i Brasilien.   Den ligger i delstaten Rio Grande do Sul, i den södra delen av landet, 1 600 km söder om huvudstaden Brasília. Antalet invånare är 12 648.
Trakten runt Arroio do Tigre består till största delen av jordbruksmark. Runt Arroio do Tigre är det ganska tätbefolkat, med 72 invånare per kvadratkilometer.